# Hươu Maral
Hươu Maral hay còn gọi là hươu đỏ Lý Hải hoặc hươu đỏ miền Đông (Danh pháp khoa học: Cervus elaphus maral) là một phân loài của loài hươu đỏ, có nguồn gốc ở khu vực giữa Biển Đen và Biển Caspian như Crimea, Tiểu Á, vùng núi Caucasus giáp châu Âu và châu Á, và dọc theo khu vực biển Caspian ở Iran. Nay chúng phân bố tại Biển Đen và Biển Caspi. Phân loài này hình dáng tương tự với hươu đỏ nhưng chúng đậm màu hơn.
Hươu đỏ đã được thuần hóa gần đây. Săn bắn của con người đã được ghi nhận như là nguyên nhân cho sự giảm dân số. Số lượng gần chạm đáy của hươu đỏ Caspian ở miền đông Georgia đã giảm từ 2.500 năm 1985 lên 880 trong năm 1994. Những kẻ thù chính của chúng bao gồm những con báo và đến một mức độ thấp hơn là chó sói và gấu nâu. Trong quá khứ chúng cũng bị săn đuổi bởi các con hổ Ba Tư nay đã tuyệt chủng.

## Đặc điểm
Người ta ghi nhận phân loài hươu này có một số đặc điểm như sau:

### Mô tả
Hươu đỏ Caspian có chiều cao khoảng 4 feet 6 inches (1,37 m) và có thể nặng 500-700 pound (230–320 kg). Những cái gạc của chúng có chiều dài khoảng 4 feet (1,2 m) và có chu vi 6 inch (150 mm). Bộ lông ngoài của nó có màu xám tối, ngoại trừ vào mùa hè, khi nó là một màu nâu sẫm và trông khá giống với hươu đỏ. Chúng rụng gạc vào cuối mùa đông và gạc mới của chúng đạt mức phát triển đầy đủ vào cuối mùa hè. Chúng sinh khá ít chủ yếu là một con, thỉnh thoảng hai con nai con được sinh ra vào giữa mùa xuân. Các con nai thường có màu nâu với những đốm trắng. Hươu đỏ Caspian là một động vật xã hội, chúng sống theo bầy đàn và chủ yếu hoạt động về đêm. 

### Nhung hươu

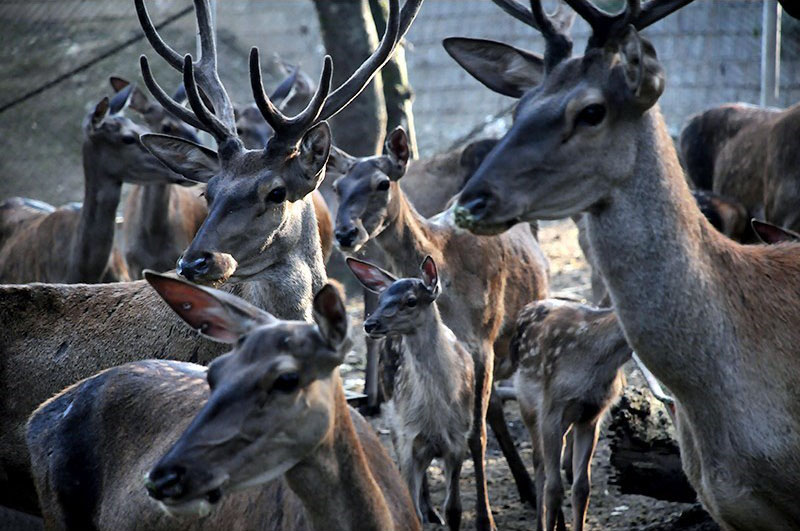
Đàn hươu Siberia

Sừng của hươu Siberia ở vùng Siberia - Liên Bang Nga đã được các nhà khoa học Xô Viết từng so sánh với nhung hươu ở các nơi khác về chất lượng, các acidamin, nguyên tố vi lượng... thì thấy chất lượng nơi đay có nhiều nổi trội, trong đó có tinh chất nhung hươu Pantocrin. Chất Pantocrin tìm trong nhung hươu được xác nhận là có tác dụng làm tăng sức chịu đựng của cơ thể. Pantocrin làm tăng gấp đôi sự dẻo dai của bắp thịt và hệ thống thần kinh. Việc nghiên cứu có hệ thống nhung nai để làm nguyên liệu thô điều chế thuốc đã được Liên bang Xô Viết tiến hành từ năm 1931, khi pantocrin, một chiết xuất chế biến từ nhung nai, lần đầu tiên được phát hiện
Các thí nghiệm lâm sàng năm 1974 cũng cho thấy những vận động viên của Liên Xô dùng nhung hươu có thể chạy xa hơn, cử tạ nặng hơn một cách đáng kể mà không thấy mệt mỏi. Người ta đã nghiên cứu và phát triển đàn hươu để cho ra các sản phẩm chiết xuất từ Nhung Hươu Siberia cho các nhu cầu đặc biệt như trong thể thao tăng cường sức khỏe thể chất của các vận động viên, để thích ứng với những người làm việc trong điều kiện khắc nghiệt chẳng hạn như các phi hành gia. Chúng đặc biệt quan trọng đối với các lực lượng đặc biệt biên chế của Nga. Nhung hươu là dược liệu quý và là thực phẩm rất nhiều dinh dưỡng, vậy đã nói đến dược liệu thì người ta hay nói đến hoạt chất.
Cùng một loại dược liệu nếu chúng sinh sống ở vùng này thì cho hoạt chất, dưỡng chất đầy dủ, vẫn cây đó sống hay di thực ra khu vực khác thì hoạt chất của chúng sẽ ít đi hoặc không có. Vậy nên giống hươu, chất lượng con giống, điều kiện khí hậu, thổ nhưỡng và điều kiện chăm sóc sẽ quyết định chất lượng thành phẩm của chúng. Nhung hươu của Nga được khai thác theo tiêu chuẩn của Nga, thời gian khai thác đại trà là 40-45 ngày tính từ ngày sừng bắt đầu nhú, chiều dài của nhung hươu khoảng 30 – 50 cm và phân ba nhánh. Nếu khai thác sớm, ngắn thì trong nhung hươu các chất gây béo sẽ chiếm đa phần.
https://vnexpress.net/nhung-huou-tu-nhien-tu-siberia-co-mat-tai-viet-nam-3478976.html

### Tập tính ăn
Nó ăn nhiều cỏ và lá và đôi hoa quả và nấm. Khi chăn nuôi, thức ăn của chúng chủ yếu là cỏ, nấm và thảo dược nên nhung của chúng rất tốt. Thức ăn của hươu rất phong phú bao gồm các loại cỏ thơm, lá cây, thảo dược, nấm... Mùa hè dùng máy cắt cỏ với số lượng lớn và phơi tái để tích trữ đến mùa đông làm thức ăn cho hươu. Nước uống của hươu là nước mưa, nước sông hồ là chủ yếu. Trong quá trình nuôi hươu không dùng bất kỳ các loại hóa chất hay chất tăng trọng nào nên chất lượng nhung và thịt rất cao. Mùa đông thức ăn của chúng chủ yếu là cỏ khô được thu hoạch vào mùa hè. Trong tuyết trắng rất nhiều năng lượng, khi chúng tan ra những năng lượng đó được các loại cỏ, thảo dược thẩm thấu nên chất lượng thức ăn vào mùa xuân có giá trị dinh dưỡng rất cao.

## Nuôi hươu

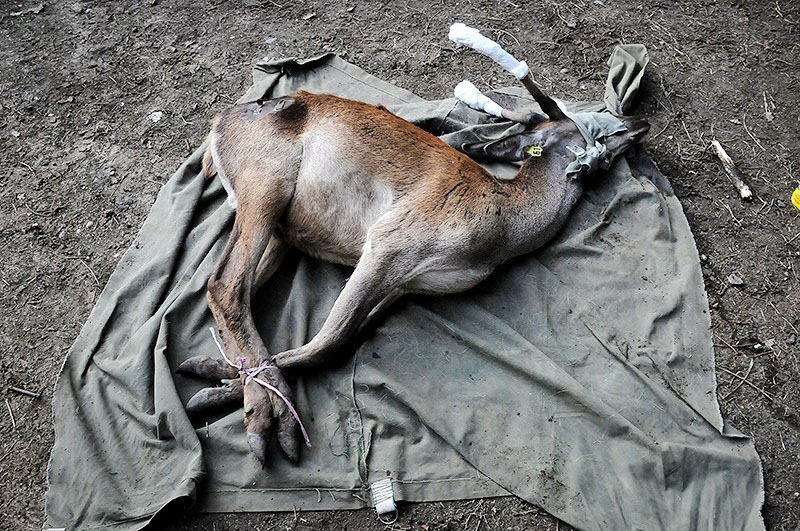
Một con hươu chuẩn bị lấy lộc

Hươu Maral được nuôi tại Nga để lấy nhung hươu với những sản phẩm chất lượng. Các trang trại nuôi hươu, nai có mặt ở Nga từ thập niên 1840. Thời đó, nai đỏ Caspian là loài cho sản phẩm nhung được yêu thích nhất. Việc sử dụng nhung nai trong y học Nga có từ cuối thế kỷ 15. Thời đó, nhung nai được gọi là "sừng vàng". Danh tiếng và hiệu quả của hầu hết các loại sừng động vật với vai trò là một loại thuốc kích thích, bao gồm nhung nai, đã xuất hiện từ thời xa xưa, tạo ra nhu cầu sử dụng cao, dẫn đến nghề nuôi hươu, nai. Trong nước Nga, hươu đỏ Caspian đã bị săn bắt cho việc lấy nhung hươu nai kể từ năm 1930.
Trong lịch sử, nhu cầu đối với nhung hươu nai từ châu Á đã được đáp ứng bởi các trang trại hươu tổ chức tại Liên Xô. Do đặc điểm của vị trí địa lý nên các loài động vật vùng này có chất lượng và giá trị dinh dưỡng rất cao. Nhung hươu Altai Sibiri so với nhung hươu khác thì tốt. Các cá thể hươu được lựa chọn kỹ càng từ những bố mẹ có thể trạng tốt và chúng được treo số trên tai để tiện khi chăm sóc, theo dõi. Được sống trong các khu vực rộng lớn giáp bìa rừng núi Altai, sống trong môi trường gần như tự nhiên nên hươu vẫn sống như bản năng của nó. Hươu được chăn thả trong các trang trại rộng lớn hàng hecta, điều kiện sống của chúng gần như hoang dã.
Hàng năm, vào cuối mùa hạ, sừng hươu, nai rụng đi, mùa xuân năm sau mọc lại sừng mới. Sừng mới mọc rất mềm, mặt ngoài phủ đầy lông, sờ vào êm như nhung nên gọi là nhung hươu nai, bên trong chứa nhiều mạch máu. Nhung có thể chưa phân nhánh hoặc có nhánh, còn gọi là nhung yên ngựa (nhung mới bắt đầu phân nhánh, còn ngắn, bên dài bên ngắn). Nhung hươu được coi là 4 thượng dược (sâm, nhung, quế, phụ) Người ta đã phân tích được thành phần hóa học của nhung hươu nai, gồm calci cacbonat, calci phosphas, chất keo, protid, kích tố (testosteron, pentocrin...), amino acid (hơn 17 loại). Theo Tây y, nhung hươu giúp tăng sức mạnh cơ bắp, sảng khoái tinh thần, vết thương mau lành, ăn ngủ tốt, lợi niệu và tăng nhu động dạ dày - ruột, chuyển hóa tốt protid và glucid. Liều mạnh gây hạ huyết áp, làm tim co bóp mạnh, đập nhanh, giật cơ, co giật hay đông huyết.